# Чорум (вилајет)
Вилајет Чорум (тур. Çorum ili) је вилајет у Турској смештен на северу државе. Са популацијом од 535.405 становника. Административни центар вилајета је град Чорум. Вилајет, географски као и економски, је део региона Црно море.